# Rónai Gyula (színművész, 1861–1896)
Ifj. Rónai Gyula, született Weisz Gyula (Csépa/Szelevény, 1861. ? – Szeged, 1896. december 10.) színész.

## Életútja
Szülei Weisz Salamon földbérlő és Back Rozália voltak. Tanulmányait a színészakadémián végezte, ahonnan Kolozsvárra hívták, azután Pécsre szerződött, végül Szegeden aratta sikereit. Weisz családi nevét 1881-ben Rónaira változtatta. Kiváló jellemszínész volt. 1895-ben nyugdíjba ment. Neje Balogh Etel színésznő volt, akivel 1886. január havában Kolozsvárott kötött házasságot és közösen járták a vidéki városokat. Halálát tüdőgümőkór okozta.

## Fontosabb szerepei
- Risler Ferenc (Daudet–Belot: ifj. Fromont és id. Risler)
- Caesar (Sardou: Az idegesek)
- Kónya (Tóth E.: A falu rossza)

## Működési adatai
1885–86: Kolozsvár; 1886–87: Debrecen; 1887–89: Székesfehérvár; 1889–93: telente Szabadka, nyaranta Makó, Zilah, Szilágysomlyó, Nagybánya, Déva, Szentes; 1893–95: Szeged; 1895–96: Pécs.